# Лягін Віктор Олександрович
Ві́ктор Олекса́ндрович Ля́гін (псевдонім — Ко́рнєв) (31 грудня 1908, ст. Сєльцо — 17 липня 1943, Миколаїв) — радянський розвідник, капітан, Герой Радянського Союзу (посмертно).

## Життєпис
Народився 31 грудня 1908 року в родині залізничника на станції Сєльцо, Госамської волості, Брянського повіту, Орловської губернії (тепер місто Сєльцо в Брянської області), де мешкав до 1923 року. Після закінчення у 1934 році Ленінградського політехнічного інституту і отримання спеціальності «інженер-механік» працював інженером на Ленінградському верстатобудівному заводі.
У 1938 році був направлений на роботу до Управління НКВС по Ленінградській області, а згодом був переведений до Москви для проходження служби в центральному апараті НКВС. З липня 1939 року по червень 1941 року знаходився в службовому відрядженні до США. Туди його відправили виконувати спеціальні завдання по лінії науково-технічної розвідки, вся діяльність здійснювалася під дипломатичним прикриттям. В США він отримував інформацію про військово-морське суднобудування. Інженерні знання в цьому йому неабияк знадобилися.
Повернувшись до СРСР, Лягін з групою співробітників розвідки був направлений до українського міста Миколаєва для організації розвідувально-диверсійної роботи проти німецьких окупантів, де він очолив діяльність підпільної антифашистської групи «Миколаївський центр». Група Лягіна здійснила ряд великих диверсій, завдавши німецькій армії великих втрат в живій силі та техніці, зокрема було знищено аеродром, нафтобазу, склади, обладнання заводів, морські човни. Група добувала та передавала Червоній Армії цінну розвідувальну інформацію про ворога. Виконавцем більшості диверсій групи був Олександр Сидорчук.
У березні 1943 року Лягін був заарештований при виконанні завдання, на допитах під тортурами він не видав учасників групи. 17 липня 1943 року Віктора Лягіна — розстріляли.

## Нагороди
За відмінне виконання спеціальних завдань у ворожому тилу і проявлений героїзм та відвагу Віктору Олександровичу Лягіну 5 листопада 1944 року посмертно присвоєно звання Героя Радянського Союзу.

## Пам'ять

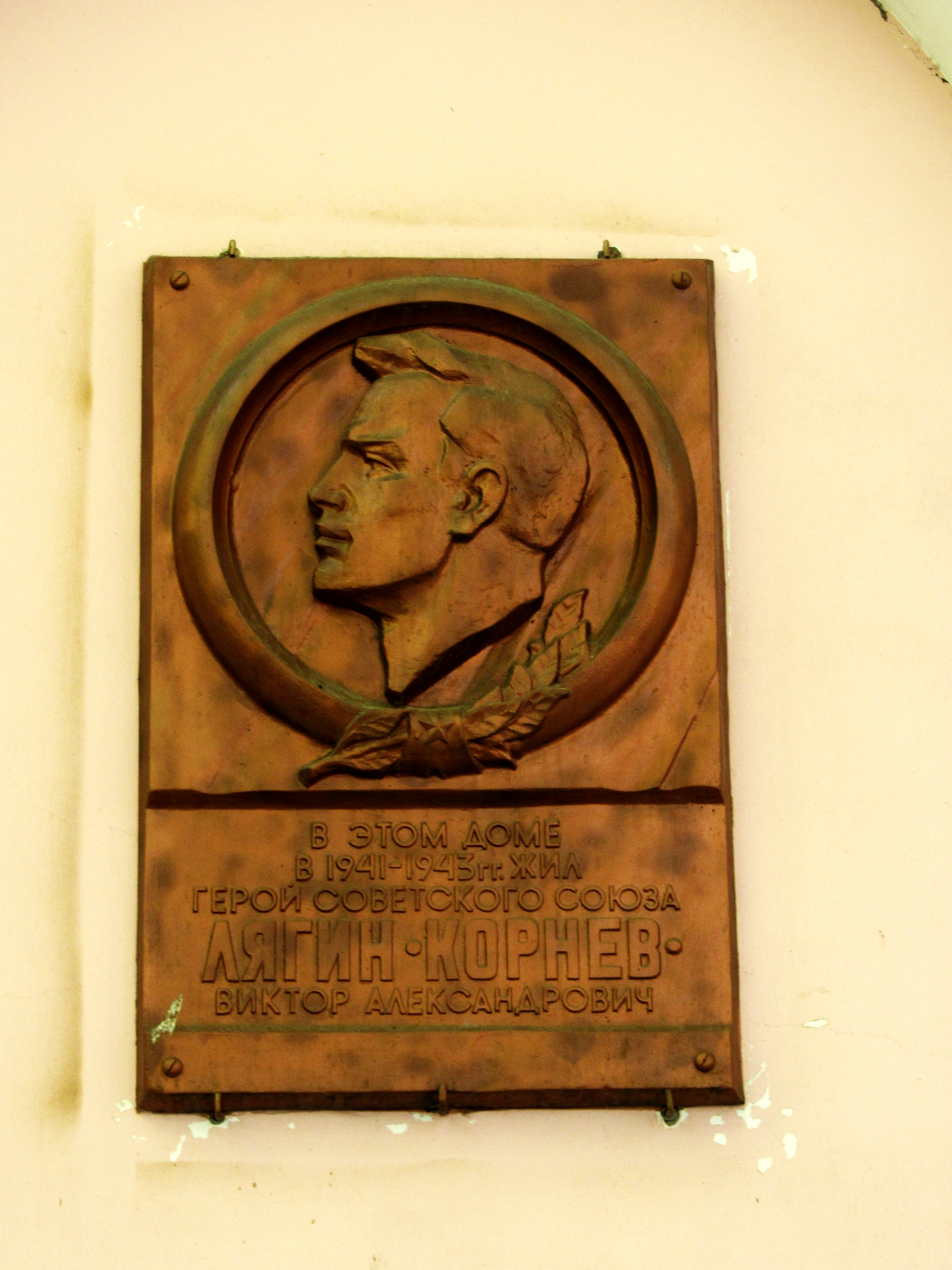
Меморіальна дошка на фасаді будівлі Миколаївського військово-історичного музею, присвячена Віктору Лягіну, що проживав тут у 1941—1943 рр. Демонтована у березні 2025 року на виконання закону про декомунізацію

В місті Миколаєві було встановлено пам'ятник Лягіну (демонтований 24 лютого 2025 року).
На честь Лягіна у місті Миколаєві було названо одну із центральних вулиць, а також Миколаївську обласну бібліотеку для дітей (вулицю перейменовано розпорядженням начальника Миколаївської обласної військової адміністрації В.Кіма на вулицю Героїв Рятувальників, бібліотека була перейменована 31 жовтня 2024 року за проханням працівників закладу).
У 1965 році зі стапелів міста Миколаєва було спущено судно, якому присвоїли ім'я «Віктор Лягін» (утилізоване в Індії в 2004 році).
28 березня 1974 року, на перетині вулиці Лягіна та Центрального проспекту було встановлено погруддя розвідника, автори — скульптори М. Л. Ігнатьєв, Є. І. Максименко, архітектор Г. Г. Портних (демонтоване 12 лютого 2025 року).
В м. Сєльцо ім'ям Лягіна названо вулицю, на якій знаходився будинок, де він народився і мешкав, також його ім'я носить Сєльцовська середня школа № 1.
В м. Санкт-Петербурзі на будинку № 7 по вулиці Пестеля, де мешкав Лягін, а також на будинку № 15 в Красногвардійському провулку, де він працював, встановлені меморіальні дошки.